# Contea di Volusia
La contea di Volusia (Volusia County) si trova in Florida, negli Stati Uniti. Il suo capoluogo amministrativo è DeLand.

## Geografia fisica
La contea ha un'area di 3.710 km² di cui 853 km² sono coperti da acqua. La Contea di Volusia è la sola contea dell'Area Statistica Metropolitana di Deltona-Daytona Beach-Ormond Beach. Confina con:
- Contea di Flagler - nord
- Contea di Brevard - sud
- Contea di Seminole - sud-ovest
- Contea di Lake - ovest
- Contea di Marion - nord-ovest
- Contea di Putnam - nord-ovest

## Storia
La Contea di Volusia fu creata nel 1854 e fu chiamata così per il porto di Volusia sul fiume St. John's nella parte occidentale della contea. Le origini della parola Volusia non sono chiare sebbene ci siano molte teorie.
Nel febbraio 2007 la contea fu devastata da vari tornadi mattutini che nonostante non abbiano provocato morti hanno creato danni per 4000000 $.

## Città principali

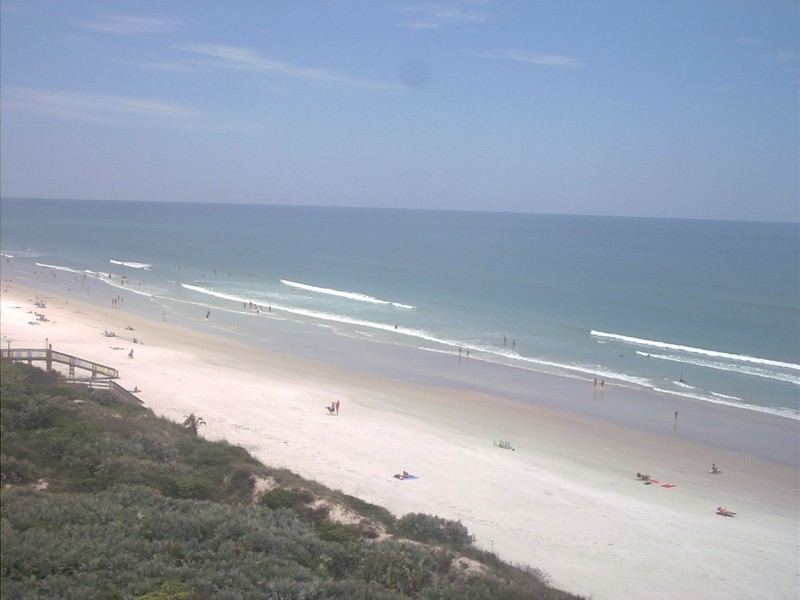
New Smyrna Beach

- Daytona Beach Shores
- Daytona Beach
- DeBary
- DeLand
- Deltona
- Edgewater
- Holly Hill
- Lake Helen
- New Smyrna Beach
- Oak Hill
- Orange City
- Ormond Beach
- Pierson
- Ponce Inlet
- Port Orange
- South Daytona

## Politica
| Anno | Repubblicani | Democratici | Altri |
| ---- | ------------ | ----------- | ----- |
| 2004 | 48,9%        | 50,5%       | 0,7%  |
| 2000 | 44,8%        | 53%         | 2,2%  |
| 1996 | 39,4%        | 49,3%       | 11,3% |
| 1992 | 38,1%        | 41,9%       | 20%   |
| 1988 | 56,6%        | 42,3%       | 1,1%  |